# Club Baloncesto Canarias 2016-2017
Questa voce raccoglie le informazioni riguardanti il Club Baloncesto Canarias nelle competizioni ufficiali della stagione 2016-2017.

## Stagione
La stagione 2016-2017 del Club Baloncesto Canarias è la 13ª nel massimo campionato spagnolo di pallacanestro, la Liga ACB.

## Roster
Aggiornato al 14 luglio 2018.
| Iberostar Tenerife 2016-17 | Iberostar Tenerife 2016-17 |
| Giocatori                  | Staff tecnico              |
| -------------------------- | -------------------------- |

| N. | Naz.                                              | Ruolo | Nome                 | Anno | Alt.   | Peso   |  |
| -- | ------------------------------------------------- | ----- | -------------------- | ---- | ------ | ------ |  |
| 00 | Spagna (bandiera)                                 | P     | Rodrigo San Miguel   | 1985 | 186 cm | 84 kg  |  |
| 4  | Spagna (bandiera)                                 | AG    | Adnan Omeragic       | 1996 | 200 cm |        |  |
| 5  | Argentina (bandiera) · Italia (bandiera)          | PG    | Nicolás Richotti (C) | 1986 | 183 cm | 80 kg  |  |
| 7  | Senegal (bandiera) · Spagna (bandiera)            | C     | Mamadou Niang        | 1994 | 209 cm | 107 kg |  |
| 10 | Spagna (bandiera)                                 | P     | Ferrán Bassas        | 1992 | 181 cm | 85 kg  |  |
| 11 | Stati Uniti (bandiera) · Irlanda (bandiera)       | AG    | Will Hanley          | 1990 | 201 cm | 96 kg  |  |
| 12 | Stati Uniti (bandiera) · Francia (bandiera)       | A     | Tariq Kirksay        | 1979 | 199 cm | 102 kg |  |
| 13 | Lituania (bandiera)                               | AP    | Marius Grigonis      | 1994 | 198 cm | 88 kg  |  |
| 17 | Spagna (bandiera)                                 | C     | Fran Vázquez         | 1983 | 209 cm | 109 kg |  |
| 21 | Stati Uniti (bandiera)                            | AG    | Tim Abromaitis       | 1989 | 203 cm | 107 kg |  |
| 23 | Canada (bandiera) · Guinea Equatoriale (bandiera) | G     | Carl English         | 1981 | 196 cm | 93 kg  |  |
| 31 | Grecia (bandiera)                                 | C     | Giōrgos Mpogrīs      | 1989 | 210 cm | 109 kg |  |
| 33 | Spagna (bandiera)                                 | AP    | Javier Beirán        | 1987 | 200 cm | 90 kg  |  |
| 34 | Stati Uniti (bandiera) · Spagna (bandiera)        | P     | Davin White          | 1981 | 185 cm | 88 kg  |  |
| 41 | Canada (bandiera) · Paesi Bassi (bandiera)        | AP    | Aaron Doornekamp     | 1985 | 201 cm | 96 kg  |  |
| 99 | Stati Uniti (bandiera)                            | G     | Taqwa Pinero         | 1983 | 193 cm | 90 kg  |  |

| Allenatore                                                                                      |
| - Txus Vidorreta                                                                                |
| Assistente/i                                                                                    |
| - Marco Antonio Justo - Nacho Yáñez Legenda - (C) Capitano - (IN) Inattivo - Infortunato Roster |

## Mercato

### Sessione estiva
| Acquisti | Acquisti         | Acquisti          | Acquisti   | Acquisti |
| R.a      | Nome             | da                | Modalità   |          |
| -------- | ---------------- | ----------------- | ---------- | -------- |
| P        | Ferrán Bassas    | Oviedo            | definitivo |          |
| AP       | Marius Grigonis  | Manresa           | definitivo |          |
| C        | Fran Vázquez     | Málaga            | definitivo |          |
| AP       | Aaron Doornekamp | Skyl. Francoforte | definitivo |          |
| C        | Giōrgos Mpogrīs  | Bilbao Berri      | definitivo |          |

| Cessioni | Cessioni         | Cessioni          | Cessioni       | Cessioni |
| R.       | Nome             | a                 | Modalità       |          |
| -------- | ---------------- | ----------------- | -------------- | -------- |
| P        | Daniel Pérez     | Oviedo            | fine contratto |          |
| AG       | Ian O'Leary      | Fuenlabrada       | fine contratto |          |
| C        | Blagota Sekulić  | Fuenlabrada       | fine contratto |          |
| C        | Joseph Jones     | Azad Univ. Tehran | fine contratto |          |
| P        | Valter Lindström | Södertälje        | fine contratto |          |
| GA       | Salva Arco       | Breogán           | fine contratto |          |
| AP       | Saúl Blanco      | Free agent        | fine contratto |          |
| C        | Đorđe Gagić      | Cmoki Minsk       | fine contratto |          |

### Dopo l'inizio della stagione
| Acquisti | Acquisti      | Acquisti           | Acquisti        | Acquisti   |
| R.       | Nome          | da                 | Data            | Modalità   |
| -------- | ------------- | ------------------ | --------------- | ---------- |
| G        | Carl English  | Primeiro de Agosto | 20 ottobre 2016 | definitivo |
| G        | Taqwa Pinero  | Hoops Club         | 7 dicembre 2016 | definitivo |
| A        | Tariq Kirksay | Primeiro de Agosto | gennaio 2017    | definitivo |

| Cessioni | Cessioni     | Cessioni        | Cessioni         | Cessioni       |
| R.       | Nome         | a               | Data             | Modalità       |
| -------- | ------------ | --------------- | ---------------- | -------------- |
| G        | Carl English | Alba Berlino    | 29 novembre 2016 | fine contratto |
| G        | Taqwa Pinero | Pau-Lacq-Orthez | febbraio 2017    | rescissione    |